# BSV Dachau
Der Billard Sportverein Dachau e. V., kurz BSV Dachau, ist ein 1987 gegründeter Poolbillardverein aus Dachau. Die erste Mannschaft des Vereins spielt seit 2004 in der 1. Bundesliga und wurde viermal deutscher Meister (2005, 2006, 2016, 2017). 2023 ist die erste Mannschaft in die 2. Bundesliga Süd abgestiegen.

## Geschichte
| Platzierungen seit 1999 | Platzierungen seit 1999 | Platzierungen seit 1999 |
| Saison                  | Liga                    | Platz                   |
| ----------------------- | ----------------------- | ----------------------- |
| 1999/2000               | Oberliga Süd            | 1                       |
| 2000/01                 | Oberliga Süd            | 1                       |
| 2001/02                 | 2. Bundesliga Süd       | 5                       |
| 2002/03                 | 2. Bundesliga Süd       | 2                       |
| 2003/04                 | 2. Bundesliga Süd       | 1                       |
| 2004/05                 | 1. Bundesliga           | 1                       |
| 2005/06                 | 1. Bundesliga           | 1                       |
| 2006/07                 | 1. Bundesliga           | 5                       |
| 2007/08                 | 1. Bundesliga           | 5                       |
| 2008/09                 | 1. Bundesliga           | 4                       |
| 2009/10                 | 1. Bundesliga           | 2                       |
| 2010/11                 | 1. Bundesliga           | 3                       |
| 2011/12                 | 1. Bundesliga           | 3                       |
| 2012/13                 | 1. Bundesliga           | 3                       |
| 2013/14                 | 1. Bundesliga           | 2                       |
| 2014/15                 | 1. Bundesliga           | 2                       |
| 2015/16                 | 1. Bundesliga           | 1                       |
| 2016/17                 | 1. Bundesliga           | 1                       |
| 2017/18                 | 1. Bundesliga           | 1                       |
| 2018/19                 | 1. Bundesliga           | 4                       |
| 2019/20                 | 1. Bundesliga           | 3                       |
| 2020/21                 | ?                       | ?                       |
| 2021/22                 | 1. Bundesliga           | 4                       |
| 2022/23                 | 1. Bundesliga           | 8                       |
| 2023/24                 | 2. Bundesliga Süd       | 3                       |

Der BSV Dachau stieg 2002 nach zwei Oberligameisterschaften in Folge in die 2. Bundesliga auf, in der drei Jahre später der Aufstieg in die 1. Bundesliga geschafft wurde. In der Saison 2004/05, der ersten Erstligasaison des Vereins, wurde der BSV Dachau mit zwei Punkten Vorsprung auf Titelverteidiger PBC Fulda erstmals deutscher Mannschaftsmeister. In der folgenden Spielzeit schaffte man es, erneut zwei Punkte vor Fulda, den Titel zu verteidigen. In den Saisons 2006/07 und 2007/08 gelang den Dachauern als Fünftplatzierter nur knapp der Klassenerhalt, 2008 punktgleich mit den Absteigern Fulda und Queue Hamburg. Nach einem vierten Platz in der Saison 2008/09 wurde der BSV Dachau 2010 mit acht Punkten Rückstand auf den BC Oberhausen deutscher Vizemeister. In den folgenden drei Spielzeiten wurde Dachau jeweils Dritter. In der Saison 2013/14 erreichte der Verein, einen Punkt hinter Titelverteidiger Oberhausen den zweiten Platz, 2015 wurde er, erneut mit einem Punkt Rückstand Vizemeister hinter Schwerte 87. In der Saison 2015/16 wurden die Dachauer am zwölften Spieltag durch einen 7:1-Sieg gegen den BC Oberhausen zum dritten Mal deutscher Meister. In der folgenden Spielzeit gelang dem BSV Dachau die Titelverteidigung, die am zwölften Spieltag durch einen Auswärtssieg gegen den PBC Sankt Augustin gesichert wurde. Am darauffolgenden Spieltag musste er in Schwerte seine einzige Saisonniederlage hinnehmen.
In der Saison 2019/20 folgten mäßige Ergebnisse, bis dann Sars-Cov-2 pandemiebedingt die Saison 2020/21 ausfiel. Über die Sars-Cov-2 Pandemie hinweg trennten sich dann viele der guten Spieler, die der Verein beheimatete, vom BSV. Dies lag unter anderem an einer Regelreform der DBU, welche das Verhältnis nichtdeutscher zu deutschen Spielern in einer Mannschaft neu regelte, aber auch daran, dass der Billardsport gerade in Deutschland bis heute keinen hohen gesellschaftlichen Stellenwert hat. Infolgedessen kam es in der Saison 2021/22 zu mäßigen Ergebnissen und 2022/23 letztendlich zum Abstieg in die zweite Poolbillard-Bundesliga Süd.
Auch in den Einzeldisziplinen ist der Dachauer Billardverein hochkarätig besetzt: Dominic Jentsch wurde im Alter von 20 Jahren bereits 10-Ball- und 8-Ball-Europameister, deutscher Meister der Herren und zählt durch seine Erfolge bei den US Open Amateur Championships und dem ersten Platz bei den Beassy 8-Ball World Top Gun 2011 zu den besten Nachwuchsathleten Europas.
Manuel Ederer ist mehrfacher Jugend-Europameister, deutscher Meister der Herren im 14/1 endlos und machte bereits 2008 mit einem dritten Platz bei der Junioren-WM im 9-Ball auf sich aufmerksam. Auch Valery Kuloyants und Benjamin Heimmerer vertraten den BSV Dachau bereits erfolgreich bei Weltmeisterschaften und Euro-Tour-Stops.

## Zweite Mannschaft
| 2001/02 | Oberliga Süd (3)      | 10 |  |  |  |
| 2002/03 | Bezirksoberliga (4)   | 1  |  |  |  |
| 2003/04 | Landesliga Süd (4)    | 3  |  |  |  |
| 2004/05 | Landesliga Süd (4)    | 2  |  |  |  |
| 2005/06 | Landesliga Süd (4)    | 3  |  |  |  |
| 2006/07 | Landesliga Süd (4)    | 2  |  |  |  |
| 2007/08 | Landesliga Süd (4)    | 1  |  |  |  |
| 2008/09 | Oberliga Bayern (3)   | 3  |  |  |  |
| 2009/10 | Oberliga Bayern (4)   | 2  |  |  |  |
| 2010/11 | Oberliga Bayern (4)   | 6  |  |  |  |
| 2011/12 | Oberliga Bayern (4)   | 2  |  |  |  |
| 2012/13 | Oberliga Bayern (4)   | 8  |  |  |  |
| 2013/14 | Verbandsliga Süd (5)  | 1  |  |  |  |
| 2014/15 | Oberliga Süd (4)      | 2  |  |  |  |
| 2015/16 | Regionalliga Süd (3)  | 2  |  |  |  |
| 2016/17 | Regionalliga Süd (3)  | 2  |  |  |  |
| 2017/18 | 2. Bundesliga Süd (2) | 5  |  |  |  |
| 2018/19 | 2. Bundesliga Süd (2) | 7  |  |  |  |

Die zweite Mannschaft des BSV Dachau spielte nach dem Oberligaabstieg in der Saison 2001/02 zunächst sechs Jahre lang in der vierten Liga, bevor in der Saison 2007/08 mit dem ersten Platz in der Landesliga die Rückkehr in die Oberliga gelang. Als Drittplatzierter der Oberliga 2008/09 qualifizierte sich die Mannschaft nicht für die neu eingeführte Regionalliga und spielte weiterhin in der nun viertklassigen Oberliga. Nachdem man dort 2010 und 2012 als Zweitplatzierter nur knapp den Aufstieg in die Regionalliga verpasst hatte, folgte in der Saison 2012/13 mit dem achten Platz der Abstieg in die Verbandsliga. Dort erreichte man als Erstplatzierter mit vier Punkten Vorsprung auf den PBC Erding und lediglich einer Niederlage den direkten Wiederaufstieg. In der Saison 2014/15 belegte die Mannschaft den zweiten Platz in der Oberliga und konnte sich anschließend in den Aufstiegsspielen zur Regionalliga durchsetzen. In der folgenden Spielzeit kam sie in der Regionalliga, zwei Punkte hinter dem PBC Bad Saulgau, auf den zweiten Platz.
In der Saison 2016/17 verpasste die Mannschaft als punktgleicher Zweitplatzierter hinter dem BC Sindelfingen zunächst erneut den Aufstieg. Da der BC Queue Hamburg seine zweite Mannschaft in die Oberliga zurückzog, erhielten die Dachauer im Juli 2017 jedoch eine weitere Aufstiegsmöglichkeit. In der Relegation gegen die Vizemeister der Regionalligen Nord und Ost setzten sie sich gegen den BV Bergedorf (4:3) und die Adler Berlin (4:1) durch und stiegen damit erstmals in die 2. Bundesliga auf.

## Persönlichkeiten
Der BSV Dachau ist der Heimatverein von Europa- und Deutschlandtrainer Andreas Huber, dem ersten Vorstand des Vereins. Huber ist unter anderem bekannt für seine Mitarbeit an den PAT-DVDs und -Büchern.
Die erste Mannschaft ist mit hochkarätigen Einzelspielern besetzt: Manuel Ederer, Benjamin Heimmerer, Dominic Jentsch und Valery Kuloyants die allesamt auch diverse Einzelerfolge im nationalen und internationalen Bereich vorzuweisen haben. Durch die radikale Verjüngung der ersten Mannschaft in der Saison 2010/2011 lag der Altersdurchschnitt damit sogar unter 20 Jahren.
Seit April 2012 ist auch der mehrfache Welt- und Europameister Ralf Souquet Mitglied des Billardsportvereins und sorgte mit dem überraschenden Transfer für eine Überraschung in der Billardgemeinschaft.
Mit den „Pooligans“ besitzt der BSV Dachau als erster Billardverein weltweit einen organisierten Fanclub, der die erste Mannschaft bei Heim- und Auswärtsspielen unterstützt.

## Jugendarbeit
Besonders durch Jugendarbeit zeichnet sich der Dachauer Billardverein aus. Durch konsequente Nachwuchsförderung im Jugendtraining und gezielte Unterstützung herausragender Talente aus dem Münchner Umkreis brachte der Verein bereits einige nachhaltig erfolgreiche Jugendspieler hervor. Dafür spricht auch der außerordentlich geringe Altersschnitt in den ersten beiden Mannschaften. So wurde dem Verein 2011 das Grüne Band des DOSB für vorbildliche Talentförderung im Verein verliehen.